# Motokrossz-világbajnokság

## Története
Hivatalosan 1957 óta rendezik.
Három nagy kategóriára bontható: 125 cc, 250 cc, 500 cc.2003-tól már MX2, MX1, MX3 néven ismertek.

## Bajnokok
| Year | MXGP                                                                             | MX2                                                                                    |
| ---- | -------------------------------------------------------------------------------- | -------------------------------------------------------------------------------------- |
| 2024 | 1) Jorge Prado (Gas Gas) 2) Tim Gajser (Honda) 3) Jeffrey Herlings (KTM)         | 1) Kay de Wolf (Husqvarna) 2) Lucas Coenen (Husqvarna) 3) Simon Längenfelder (Gas Gas) |
| 2023 | 1) Jorge Prado (Gas Gas) 2) Romain Febvre (Kawasaki) 3) Jeremy Seewer (Yamaha)   | 1) Andrea Adamo (KTM) 2) Jago Geerts (Yamaha) 3) Simon Längenfelder (Gas Gas)          |
| 2022 | 1) Tim Gajser (Honda) 2) Jeremy Seewer (Yamaha) 3) Jorge Prado (GasGas)          | 1) Tom Vialle (KTM) 2) Jago Geerts (Yamaha) 3) Simon Längenfelder (Gas Gas)            |
| 2021 | 1) Jeffrey Herlings (KTM) 2) Romain Febvre (Kawasaki) 3) Tim Gajser (Honda)      | 1) Maxime Renaux (Yamaha) 2) Jago Geerts (Yamaha) 3) Tom Vialle (KTM)                  |
| 2020 | 1) Tim Gajser (Honda) 2) Jeremy Seewer (Yamaha) 3) Tony Cairoli (KTM)            | 1) Tom Vialle (KTM) 2) Jago Geerts (Yamaha) 3) Maxime Renaux (Yamaha)                  |
| 2019 | 1) Tim Gajser (Honda) 2) Jeremy Seewer (Yamaha) 3) Glenn Coldenhoff (KTM)        | 1) Jorge Prado (KTM) 2) Thomas Kjær Olsen (Husqvarna) 3) Jago Geerts (Yamaha)          |
| 2018 | 1) Jeffrey Herlings (KTM) 2) Tony Cairoli (KTM) 3) Clément Desalle (Kawasaki)    | 1) Jorge Prado (KTM) 2) Pauls Jonass (KTM) 3) Thomas Kjær Olsen (Husqvarna)            |
| 2017 | 1) Tony Cairoli (KTM) 2) Jeffrey Herlings (KTM) 3) Gautier Paulin (Husqvarna)    | 1) Pauls Jonass (KTM) 2) Jeremy Seewer (Suzuki) 3) Thomas Kjær Olsen (Husqvarna)       |
| 2016 | 1) Tim Gajser (Honda) 2) Tony Cairoli (KTM) 3) Max Nagl (Husqvarna)              | 1) Jeffrey Herlings (KTM) 2) Jeremy Seewer (Suzuki) 3) Benoît Paturel (Yamaha)         |
| 2015 | 1) Romain Febvre (Yamaha) 2) Gautier Paulin (Honda) 3) Evgeny Bobryshev (Honda)  | 1) Tim Gajser (Honda) 2) Pauls Jonass (KTM) 3) Max Anstie (Kawasaki)                   |
| 2014 | 1) Tony Cairoli (KTM) 2) Jeremy Van Horebeek (Yamaha) 3) Kevin Strijbos (Suzuki) | 1) Jordi Tixier (KTM) 2) Jeffrey Herlings (KTM) 3) Romain Febvre (Husqvarna)           |

| Év   | MX1                                                                                 | MX2                                                                                      | MX3                                                                                   |
| ---- | ----------------------------------------------------------------------------------- | ---------------------------------------------------------------------------------------- | ------------------------------------------------------------------------------------- |
| 2013 | 1) Tony Cairoli (KTM) 2) Clément Desalle (Suzuki) 3) Ken De Dycker (KTM)            | 1) Jeffrey Herlings (KTM) 2) Jordi Tixier (KTM) 3) José Butrón (KTM)                     | 1) Klemen Gerčar (Honda) 2) Martin Michek (KTM) 3) Matthias Walkner (KTM)             |
| 2012 | 1) Tony Cairoli (KTM) 2) Clément Desalle (Suzuki) 3) Gautier Paulin (Kawasaki)      | 1) Jeffrey Herlings (KTM) 2) Tommy Searle (Kawasaki) 3) Jeremy Van Horebeek (KTM)        | 1) Matthias Walkner (KTM) 2) Martin Michek (KTM) 3) Günter Schmidinger (Honda)        |
| 2011 | 1) Tony Cairoli (KTM) 2) Steven Frossard (Yamaha) 3) Clément Desalle (Suzuki)       | 1) Ken Roczen (KTM) 2) Jeffrey Herlings (KTM) 3) Tommy Searle (Kawasaki)                 | 1) Julien Bill (Honda) 2) Milko Potisek (Honda) 3) Martin Michek (KTM)                |
| 2010 | 1) Antonio Cairoli (KTM) 2) Clement Desalle (Suzuki) 3) David Philippaerts (Yamaha) | 1) Marvin Musquin (KTM) 2) Ken Roczen (Suzuki) 3) Stephen Frossard (Kawasaki)            | 1) Carlos Campano (Yamaha) 2) Alex Salvini (Husqvarna) 3) Matevz Irt (Husqvarna)      |
| 2009 | 1) Antonio Cairoli (Yamaha) 2) Maximilian Nagl (KTM) 3) Clement Desalle (Honda)     | 1) Marvin Musquin (KTM) 2) Rui Concalves (KTM) 3) Gautier Paulin (Kawasaki)              | 1) Pierre Renet (Suzuki) 2) Alex Salvini (Husqvarna) 3) Antti Pyrhonen (Honda)        |
| 2008 | 1) David Philippaerts (Yamaha) 2) Steve Ramon (Suzuki) 3) Ken de Dycker (Suzuki)    | 1) Tyla Rattray (KTM) 2) Tommy Searle (KTM) 3) Nicolas Aubin (Yamaha)                    | 1) Sven Breugelmans (KTM) 2) Cristian Beggi (Honda) 3) Christophe Martin (Husqvarna)  |
| 2007 | 1) Steve Ramon (Suzuki) 2) Kevin Strijbos (Suzuki) 3) Joshua Coppins (Yamaha)       | 1) Antonio Cairoli (Yamaha) 2) Tommy Searle (KTM) 3) Christophe Pourcel (Kawasaki)       | 1) Yves Demaria (Yamaha) 2) Sven Breugelmans (KTM) 3) Jussi-Pekka Vehvilainen (Honda) |
| 2006 | 1) Stefan Everts (Yamaha) 2) Kevin Strijbos (Suzuki) 3) Steve Ramon (Suzuki)        | 1) Christophe Pourcel (Kawasaki) 2) Antonio Cairoli (Yamaha) 3) David Philippaerts (KTM) | 1) Yves Demaria (KTM) 2) Sven Breugelmans (KTM) 3) Christian Beggi (Honda)            |
| 2005 | 1) Stefan Everts (Yamaha) 2) Joshua Coppins (Honda) 3) Ben Townley (KTM)            | 1) Antonio Cairoli (Yamaha) 2) Andrew McFarlane (Yamaha) 3) Alessio Chiodi (Yamaha)      | 1) Sven Breugelmans (KTM) 2) Yves Demaria (KTM) 3) Bill Julien (KTM)                  |
| 2004 | 1) Stefan Everts (Yamaha) 2) Mickael Pichon (Honda) 3) Joshua Coppins (Honda)       | 1) Ben Townley (KTM) 2) Tyla Rattray (KTM) 3) Antonio Cairoli (Yamaha)                   | 1) Yves Demaria (KTM) 2) Christian Beggi (Honda) 3) Daniele Bricca (Honda)            |
| 2003 | 1) Stefan Everts (Yamaha) 2) Joël Smets (KTM) 3) Mickael Pichon (Suzuki)            | 1) Steve Ramon (KTM) 2) Stefan Everts (Yamaha) 3) Andrea Bartolini (Yamaha)              | 1) Joël Smets (KTM) 2) 3)                                                             |

| Év   | 125cc                                                                                 | 250cc                                                                                 | 500cc                                                                                 |
| ---- | ------------------------------------------------------------------------------------- | ------------------------------------------------------------------------------------- | ------------------------------------------------------------------------------------- |
| 2002 | 1) Mickael Maschio (Kawasaki) 2) Steve Ramon (KTM) 3) Patrick Caps (KTM)              | 1) Mickael Pichon (Suzuki) 2) Joshua Coppins (Honda) 3) Pit Beirer (Honda)            | 1) Stefan Everts (Yamaha) 2) Joël Smets (KTM) 3) Javier Garcia Vico (KTM)             |
| 2001 | 1) James Dobb (KTM) 2) Steve Ramon (Kawasaki) 3) Erik Eggens (KTM)                    | 1) Mickael Pichon (Suzuki) 2) Chad Reed (Kawasaki) 3) Gordon Crockard (Honda)         | 1) Stefan Everts (Yamaha) 2) Joël Smets (KTM) 3) Marnicq Bervoets (Yamaha)            |
| 2000 | 1) Grant Langston (KTM) 2) James Dobb 3) Mike Brown                                   | 1) Frederic Bolley (Honda) 2) Mickael Pichon (Suzuki) 3) Pit Beirer (Honda)           | 1) Joël Smets (KTM) 2) Marnicq Bervoets (Yamaha) 3) Peter Johansson                   |
| 1999 | 1) Alessio Chiodi (Husqvarna) 2) Claudio Frederici 3) Mike Brown                      | 1) Frederic Bolley (Honda) 2) Pit Beirer (Honda) 3) David Vuillemin                   | 1) Andrea Bartolini (Yamaha) 2) Peter Johansson 3) Joël Smets                         |
| 1998 | 1) Alessio Chiodi (Husqvarna) 2) David Vuillemin 3) Alessandro Puzar                  | 1) Sebastien Tortelli (Kawasaki) 2) Stefan Everts (Honda) 3) Pit Beirer (Honda)       | 1) Joël Smets (Husaberg) 2) Darryl King 3) Peter Johansson                            |
| 1997 | 1) Alessio Chiodi (Yamaha) 2) Alessandro Puzar 3) Claudio Frederici                   | 1) Stefan Everts (Honda) 2) Marnicq Bervoets (Suzuki) 3) Pit Beirer (Honda)           | 1) Joël Smets (Husaberg) 2) Darryl King 3) Shayne King (KTM)                          |
| 1996 | 1) Sebastien Tortelli (Kawasaki) 2) Paul Malin 3) Frédéric Vialle                     | 1) Stefan Everts (Honda) 2) Marnicq Bervoets (Suzuki) 3) Tallon Vohland (Kawasaki)    | 1) Shayne King (KTM) 2) Joël Smets 3) Peter Johansson                                 |
| 1995 | 1) Alessandro Puzar (Honda) 2) Alessio Chiodi 3) Sebastien Tortelli (Kawasaki)        | 1) Stefan Everts (Honda) 2) Marnicq Bervoets (Suzuki) 3) Tallon Vohland (Kawasaki)    | 1) Joël Smets (Husaberg) 2) Trampas Parker 3) Darryl King                             |
| 1994 | 1) Bobby Moore (Yamaha) 2) Alessio Chiodi 3) Pedro Tragter                            | 1) Greg Albertyn (Suzuki) 2) Stefan Everts (Suzuki) 3) Yves Demaria                   | 1) Marcus Hansson (Honda) 2) Jacky Martens 3) Joël Smets (Vertemati)                  |
| 1993 | 1) Pedro Tragter (Suzuki) 2) Yves Demaria 3) David Strijbos                           | 1) Greg Albertyn (Honda) 2) Stefan Everts (Suzuki) 3) Donny Schmit (Yamaha)           | 1) Jacky Martens (Husqvarna) 2) Jörge Nilsson 3) Joël Smets                           |
| 1992 | 1) Greg Albertyn (Honda) 2) David Strijbos 3) Pedro Tragter                           | 1) Donny Schmit (Yamaha) 2) Bobby Moore 3) Edwin Evertsen                             | 1) Georges Jobé (Honda) 2) Kurt Nicoll 3) Billy Liles                                 |
| 1991 | 1) Stefan Everts (Suzuki) 2) Donny Schmit (Suzuki) 3) Pedro Tragter (Suzuki)          | 1) Trampas Parker (Honda) 2) Mike Healy 3) Alessandro Puzar (Suzuki)                  | 1) Georges Jobé (Honda) 2) Jacky Martens 3) Dirk Geukens                              |
| 1990 | 1) Donny Schmit (Suzuki) 2) Bobby Moore 3) Stefan Everts                              | 1) Alessandro Puzar (Suzuki) 2) Pekka Vehkonen (Cagiva) 3) John van den Berk (Yamaha) | 1) Eric Geboers (Honda) 2) Kurt Nicoll 3) Dirk Geukens                                |
| 1989 | 1) Trampas Parker (KTM) 2) Alessandro Puzar (Suzuki) 3) Mike Healy (KTM)              | 1) Jean-Michel Bayle (Honda) 2) Pekka Vehkonen (Cagiva) 3) John van den Berk (Yamaha) | 1) David Thorpe (Honda) 2) Jeff Leisk (Honda) 3) Eric Geboers (Honda)                 |
| 1988 | 1) Jean-Michel Bayle (Honda) 2) David Strijbos (Honda) 3) Pedro Tragter (Honda)       | 1) John van den Berk (Yamaha) 2) Pekka Vehkonen (Cagiva) 3) Rodney Smith (Suzuki)     | 1) Eric Geboers (Honda) 2) Kurt Nicoll (Honda) 3) David Thorpe (Honda)                |
| 1987 | 1) John van den Berk (Cagiva) 2) David Strijbos (Yamaha) 3) Jean-Michel Bayle (Honda) | 1) Eric Geboers (Honda) 2) Pekka Vehkonen (Cagiva) 3) Jörgen Nilsson (Honda)          | 1) Georges Jobé (Honda) 2) Kurt Nicoll (Kawasaki) 3) Kees van der Ven (KTM)           |
| 1986 | 1) David Strijbos (Honda) 2) John van den Berk (Yamaha) 3) Massimo Contini (Honda)    | 1) Jacky Vimond (Yamaha) 2) Michéle Rinaldi (Suzuki) 3) Gert-Jan van Doorn (Honda)    | 1) David Thorpe (Honda) 2) André Malherbe (Honda) 3) Eric Geboers (Honda)             |
| 1985 | 1) Pekka Vehkonen (Cagiva) 2) David Strijbos (Honda) 3) Corrado Maddii (Cagiva)       | 1) Heinz Kinigadner (KTM) 2) Jacky Vimond (Yamaha) 3) Gert-Jan van Doorn (Honda)      | 1) David Thorpe (Honda) 2) André Malherbe (Honda) 3) Eric Geboers (Honda)             |
| 1984 | 1) Michéle Rinaldi (Suzuki) 2) Corrado Maddii (Cagiva) 3) Kees van der Ven (KTM)      | 1) Heinz Kinigadner (KTM) 2) Jacky Vimond (Yamaha) 3) Jeremy Whatley (Suzuki)         | 1) André Malherbe (Honda) 2) Georges Jobé (Kawasaki) 3) David Thorpe (Honda)          |
| 1983 | 1) Eric Geboers (Suzuki) 2) Michéle Rinaldi (Suzuki) 3) Jim Gibson (Yamaha)           | 1) Georges Jobé (Suzuki) 2) Danny LaPorte (Yamaha) 3) Kees van der Ven (KTM)          | 1) Håkan Carlquist (Yamaha) 2) André Malherbe (Honda) 3) Graham Noyce (Honda)         |
| 1982 | 1) Eric Geboers (Suzuki) 2) Corrado Maddii (Gilera) 3) Michéle Rinaldi (Gilera)       | 1) Danny LaPorte (Yamaha) 2) Georges Jobé (Suzuki) 3) Kees van der Ven (KTM)          | 1) Brad Lackey (Suzuki) 2) André Vromas (Suzuki) 3) Neil Hudson (Yamaha)              |
| 1981 | 1) Harry Everts (Suzuki) 2) Eric Geboers (Suzuki) 3) Michéle Rinaldi (Gilera)         | 1) Neil Hudson (Yamaha) 2) Georges Jobé (Suzuki) 3) Kees van der Ven (KTM)            | 1) André Malherbe (Honda) 2) Graham Noyce (Honda) 3) Håkan Carlquist (Yamaha)         |
| 1980 | 1) Harry Everts (Suzuki) 2) Michéle Rinaldi (Gilera) 3) Eric Geboers (Suzuki)         | 1) Georges Jobé (Suzuki) 2) Kees van der Ven (Maico) 3) Dimitar Ranguelov (Husqvarna) | 1) André Malherbe (Honda) 2) Brad Lackey (Kawasaki) 3) Håkan Carlquist (Yamaha)       |
| 1979 | 1) Harry Everts (Suzuki) 2) Akira Watanabe (Suzuki) 3) Gaston Rahier (Yamaha)         | 1) Håkan Carlquist (Yamaha) 2) Neil Hudson (Maico) 3) Vladimir Kavinov (KTM)          | 1) Graham Noyce (Honda) 2) Gerrit Wolsink (Suzuki) 3) André Malherbe (Honda)          |
| 1978 | 1) Akira Watanabe (Suzuki) 2) Gaston Rahier (Suzuki) 3) Gerard Rond (Yamaha)          | 1) Guennady Moisseev (KTM) 2) Torlief Hansen (Kawasaki) 3) Hans Maisch (Maico)        | 1) Heikki Mikkola (Yamaha) 2) Brad Lackey (Honda) 3) Roger De Coster (Suzuki)         |
| 1977 | 1) Gaston Rahier (Suzuki) 2) Gerard Rond (Yamaha) 3) André Massant (Yamaha)           | 1) Guennady Moisseev (KTM) 2) Vladimir Kavinov (KTM) 3) André Malherbe (KTM)          | 1) Heikki Mikkola (Yamaha) 2) Roger De Coster (Suzuki) 3) Gerrit Wolsink (Suzuki)     |
| 1976 | 1) Gaston Rahier (Suzuki) 2) Jiri Churavy (ČZ) 3) Marty Smith (Honda)                 | 1) Heikki Mikkola (Husqvarna) 2) Guennady Moisseev (KTM) 3) Vladimir Kavinov (KTM)    | 1) Roger De Coster (Suzuki) 2) Gerrit Wolsink (Suzuki) 3) Adolf Weil (Maico)          |
| 1975 | 1) Gaston Rahier (Suzuki) 2) Gilbert de Roover (Zündapp) 3) Antoin Baborawsky (ČZ)    | 1) Harry Everts (Puch) 2) Hakan Andersson (Yamaha) 3) Willy Bauer (Suzuki)            | 1) Roger De Coster (Suzuki) 2) Heikki Mikkola (Husqvarna) 3) Gerrit Wolsink (Suzuki)  |
| 1974 |                                                                                       | 1) Guennady Moisseev (KTM) 2) Jaroslav Falta (ČZ) 3) Harry Everts (Puch)              | 1) Heikki Mikkola (Husqvarna) 2) Roger De Coster (Suzuki) 3) Adolf Weil (Maico)       |
| 1973 |                                                                                       | 1) Hakan Andersson (Yamaha) 2) Adolf Weil (Maico) 3) Heikki Mikkola (Husqvarna)       | 1) Roger De Coster (Suzuki) 2) Willy Bauer (Maico) 3) Jaak van Velthoven (Yamaha)     |
| 1972 |                                                                                       | 1) Joël Robert (Suzuki) 2) Hakan Andersson (Yamaha) 3) Sylvain Geboers (Suzuki)       | 1) Roger De Coster (Suzuki) 2) Paul Friedrichs (ČZ) 3) Heikki Mikkola (Husqvarna)     |
| 1971 |                                                                                       | 1) Joël Robert (Suzuki) 2) Hakan Andersson (Husqvarna) 3) Sylvain Geboers (Suzuki)    | 1) Roger De Coster (Suzuki) 2) Ake Jonsson (Maico) 3) Adolf Weil (Maico)              |
| 1970 |                                                                                       | 1) Joël Robert (Suzuki) 2) Sylvain Geboers (Suzuki) 3) Roger De Coster (ČZ)           | 1) Bengt Aberg (Husqvarna) 2) Arne Kring (Husqvarna) 3) Ake Jonsson (Maico)           |
| 1969 |                                                                                       | 1) Joël Robert (ČZ) 2) Sylvain Geboers (ČZ) 3) Olle Petterson (Suzuki)                | 1) Bengt Aberg (Husqvarna) 2) John Banks (BSA) 3) Paul Friedrichs (ČZ)                |
| 1968 |                                                                                       | 1) Joël Robert (ČZ) 2) Torsten Hallman (Husqvarna) 3) Sylvain Geboers (ČZ)            | 1) Paul Friedrichs (ČZ) 2) John Banks (BSA) 3) Ake Jonsson (Husqvarna)                |
| 1967 |                                                                                       | 1) Torsten Hallman (Husqvarna) 2) Joël Robert (ČZ) 3) Olle Petterson (Husqvarna)      | 1) Paul Friedrichs (ČZ) 2) Jeff Smith (BSA) 3) Dave Bickers (ČZ)                      |
| 1966 |                                                                                       | 1) Torsten Hallman (Husqvarna) 2) Joël Robert (ČZ) 3) Petr Dobry (ČZ)                 | 1) Paul Friedrichs (ČZ) 2) Rolf Tibblin (ČZ) 3) Jeff Smith (BSA)                      |
| 1965 |                                                                                       | 1) Victor Arbekov (ČZ) 2) Joël Robert (ČZ) 3) Dave Bickers (Greeves)                  | 1) Jeff Smith (BSA) 2) Paul Friedrichs (ČZ) 3) Rolf Tibblin (ČZ)                      |
| 1964 |                                                                                       | 1) Joël Robert (ČZ) 2) Torsten Hallman (Husqvarna) 3) Victor Arbekov (ČZ)             | 1) Jeff Smith (BSA) 2) Rolf Tibblin (Hedlund) 3) Sten Lundin (Lito)                   |
| 1963 |                                                                                       | 1) Torsten Hallman (Husqvarna) 2) Vlastimil Valek (ČZ) 3) Igor Grigoriev (ČZ)         | 1) Rolf Tibblin (Husqvarna) 2) Sten Lundin (Lito) 3) Jeff Smith (BSA)                 |
| 1962 |                                                                                       | 1) Torsten Hallman (Husqvarna) 2) Jeff Smith (BSA) 3) Arthur Lampkin (BSA)            | 1) Rolf Tibblin (Husqvarna) 2) Gunnar Johansson (Lito) 3) Sten Lundin (Lito)          |
| 1961 |                                                                                       | 1) Dave Bickers (Greeves) 2) Arthur Lampkin (BSA) 3) Jeff Smith (BSA)                 | 1) Sten Lundin (Lito) 2) Bill Nilsson (Husqvarna) 3) Gunnar Johansson (Lito)          |
| 1960 |                                                                                       | 1) Dave Bickers (Greeves) 2) Jeff Smith (BSA) 3) Miroslav Souchek (ČZ)                | 1) Bill Nilsson (Husqvarna) 2) Sten Lundin (Monark) 3) Rolf Tibblin (Husqvarna)       |
| 1959 |                                                                                       | 1) Rolf Tibblin (Husqvarna) 2) Brian Stonebridge (Greeves) 3) Jaromir Cizek (Jawa)    | 1) Sten Lundin (Monark) 2) Bill Nilsson (Cresent) 3) David Curtis (Matchless)         |
| 1958 |                                                                                       | 1) Jaromir Cizek (Jawa) 2) Rolf Tibblin (Husqvarna) 3) Rolf Müller (Maico)            | 1) René Baeten (FN) 2) Bill Nilsson (Cresent) 3) Sten Lundin (Monark)                 |
| 1957 |                                                                                       | 1) Fritz Betzelbacher (Maico) 2) Willi Oesterle (Maico) 3) Jaromir Cizek (Jawa)       | 1) Bill Nilsson (AJS) 2) René Baeten (FN) 3) Sten Lundin (Monark)                     |
| 1956 |                                                                                       |                                                                                       | 1) Leslie Archer (Norton) 2) John Draper (BSA) 3) Nic Jansen (Matchless)              |
| 1955 |                                                                                       |                                                                                       | 1) John Draper (BSA) 2) Bill Nilsson (BSA) 3) Sten Lundin (BSA)                       |
| 1954 |                                                                                       |                                                                                       | 1) Auguste Mingels (FN) 2) René Baeten (FN) 3) Victor Leloup (FN) 3) Jeff Smith (BSA) |
| 1953 |                                                                                       |                                                                                       | 1) Auguste Mingels (FN) 2) René Baeten (FN) 3) Victor Leloup (FN)                     |
| 1952 |                                                                                       |                                                                                       | 1) Victor Leloup (Saroléa) 2) Auguste Mingels (Matchless) 3) John Avery (BSA)         |

## Magyar világbajnoki pontszerzők
Az összes magyar világbajnoki pontszerzés valaha - éves bontásban, kategóriánként.
| Év   | Kategória           | Név               | Pontszám | Konstruktőr |
| ---- | ------------------- | ----------------- | -------- | ----------- |
| 1999 | 125cc               | Németh Kornél     | 2 pont   | Yamaha      |
| 2001 | 250cc               | Németh Kornél     | 2 pont   | KTM         |
| 2002 | 250cc               | Németh Kornél     | 13 pont  | KTM         |
| 2003 | MotocrossGP (250cc) | Németh Kornél     | 8 pont   | KTM         |
| 2004 | MX3                 | Németh Kornél     | 84 pont  | KTM         |
| 2004 | MX3                 | Stanislav Svoboda | 11 pont  | Honda       |
| 2005 | MX1                 | Németh Kornél     | 114 pont | KTM         |
| 2006 | MX1                 | Németh Kornél     | 106 pont | Suzuki      |
| 2006 | MX3                 | Czuni László      | 24 pont  | Honda       |
| 2006 | MX3                 | Déczi Balázs      | 12 pont  | Suzuki      |
| 2007 | MX1                 | Németh Kornél     | 215 pont | Suzuki      |
| 2008 | MX1                 | Németh Kornél     | 159 pont | KTM         |
| 2009 | MX1                 | Németh Kornél     | 9 pont   | KTM         |
| 2010 | MX3                 | Borka János       | 13 pont  | Kawasaki    |
| 2011 | MX2                 | Szvoboda Bence    | 5 pont   | KTM         |
| 2011 | MX3                 | Déczi Balázs      | 1 pont   | Suzuki      |
| 2013 | MX3                 | Hugyecz Erik      | 7 pont   | KTM         |
| 2014 | MXGP                | Németh Kornél     | 8 pont   | KTM         |
| 2025 | MX2                 | Pergel Bence      | 3 pont   | KTM         |

## Lásd még
- Motokrossz
- Motokrossz-versenyzők listája
- Motokrossz-világbajnok versenyzők listája

## Külső hivatkozások
- FIM classifications